# Dynamit Nobel
La Dynamit Nobel, exactement Dynamit Nobel AG, abrégée en DAG, était une entreprise allemande spécialisée dans l'industrie chimique et l'industrie de l'armement, dont le dernier siège social se situait à Troisdorf. L'entreprise a été démantelée et vendue en 2004 par sa maison-mère MG technologies (aujourd'hui GEA Group). La plus grande partie de l'ancienne Dynamit Nobel a été reprise par l'entreprise américaine Rockwood Inc.. Le dernier bilan annuel, en 2003, fit état d'un chiffre d'affaires de 2,3 milliards d'euros et d'environ 12 300 employés. L'entreprise a été dirigée du 1er janvier 2003 à sa vente le 31 juillet 2004 par Jürg Oleas, en tant que président directeur général, fonction qu'il occupait aussi simultanément chez MG technologies.

## Histoire

### De 1865 à 1918
Dynamit Nobel AG provient de la firme Alfred Nobel & Co., fondée le 21 juin 1865 à Hambourg par le chimiste et industriel suédois Alfred Nobel. Au départ, elle fabriquait des explosifs à base de nitroglycérine dans la fabrique de dynamite de Krümmel à Geesthacht, près de Hambourg. Il s'agissait de la première fabrique de nitroglycérine située hors de Suède.

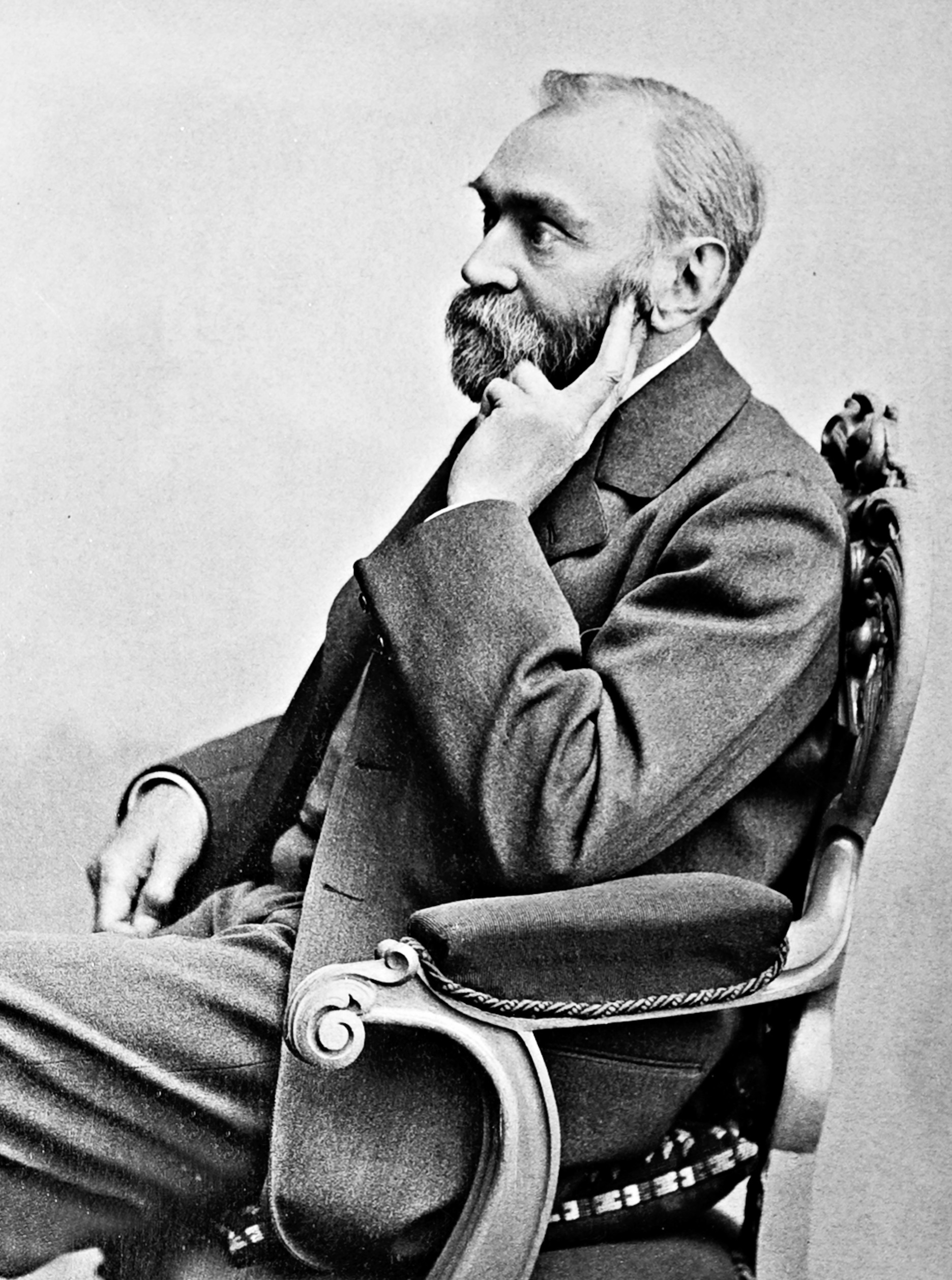
Alfred Nobel

Nobel avait pour objectif de produire de la nitroglycérine sur de nombreux sites en Europe, car le transport d'explosif était une entreprise on ne peut plus délicate à cause de sa sensibilité aux chocs. Comme le maniement de la nitroglycérine se montrait très dangereux, Nobel commença à développer un explosif plus sûr : la dynamite. Alors qu'il en était encore à la phase d'expérimentation, il se produisit en 1866 une grave explosion, dans laquelle la fabrique de Krümmel fut presque totalement détruite. Cependant, il obtint peu après un succès en mélangeant de la nitroglycérine avec du kieselguhr ce qui la rendit moins sensible aux chocs. En octobre 1867, il fit breveter ce nouvel explosif en Suède, aux États-Unis et en Angleterre (il fallut attendre 1877 pour qu'il dépose un brevet en Allemagne), qui fut également commercialisé sous le nom de poudre de sécurité. En parallèle, en France, A. Nobel associé à Paul Barbe, industriel français fondent la Société Générale de la Dynamite qui deviendra Nobel Explosifs, encore présent en France et dans le monde actuellement depuis 2008 sous la marque Titanobel. Afin de mieux pouvoir approvisionner les principaux acheteurs, les mines de la région de la Ruhr, l'entreprise reprit en 1874 la fabrique Schlebusch à Manfort (depuis 1930 un quartier de Leverkusen) ; Nobel s'était associé à sa construction dès 1872 et y avait dirigé la production de manière temporaire. En 1876, l'entreprise de Nobel fut convertie en société anonyme et prit le nom de Dynamit AG, autrefois Alfred Nobel & Co. (aussi abrégé en DAG). Elle se lança dans la production de biens d'armement, et peu après, elle comptait parmi les plus gros producteurs de poudre et de munitions du Reich allemand.
En 1884, comme dans les autres pays européens, les plus gros producteurs de poudre allemands se mirent d'accord pour former un cartel (ici un « Interesse-Gemeinschaft », sorte de GIE) nommé Deutsche Union et dirigé par Dynamit Nobel pour cinq ans. Tous les gros producteurs de poudre du Reich allemand respectèrent cette union, qui devait les empêcher d'entrer en concurrence grâce à une coopération et des accords sur les prix à l'export. En 1886, ils développèrent une étroite collaboration avec le cartel de la poudre britannique, la Nobel Dynamite Trust Co., puis parvinrent à la constitution du Cartel Général des fabriques de poudre allemandes et britanniques. Grâce à la course aux armements de la Première Guerre mondiale, les producteurs de poudre dégagèrent d'énormes bénéfices, qui furent encore accrus par leur organisation en cartel. En outre, à cette époque, les États soutenaient massivement la production d'armes et leur développement. Dès 1886, Dynamit Nobel put ouvrir une succursale à Troisdorf. À partir de 1905, cette usine produisit aussi une matière plastique développée à partir de nitrocellulose (un produit explosif) : le celluloïd.
Jusqu'au début de la Première Guerre mondiale, Dynamit Nobel s'agrandit par acquisition de concurrentes plus petits et devint le plus grand producteur d'explosifs d'Europe. Pendant la guerre, elle employa des prisonniers de guerre dans ses usines (notamment des prisonniers russes dans la fabrique de Dömitz).
Comme il demeurait sans enfant, Alfred Nobel, le fondateur, décida qu'après sa mort sa fortune servirait à fonder l'institution Nobel, ce qui fut fait en 1900. Cette institution est chargée de décerner chaque année les Prix Nobel. Elle est financée par les revenus du legs d'Alfred Nobel, placé en actions.

### De 1918 à 1945

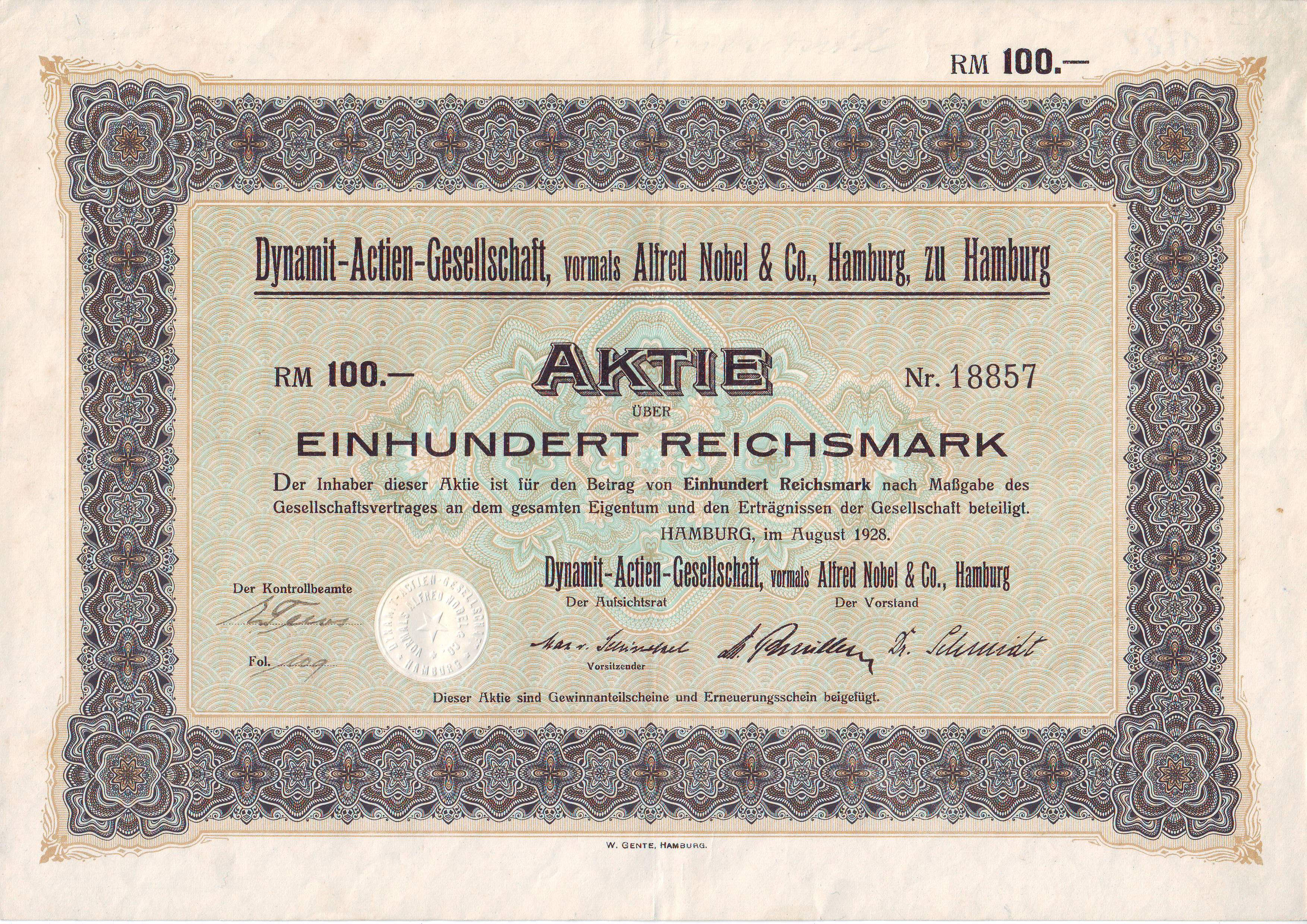
Action de la Dynamit AG, autrefois Alfred Nobel & Co. en date du aout 1928

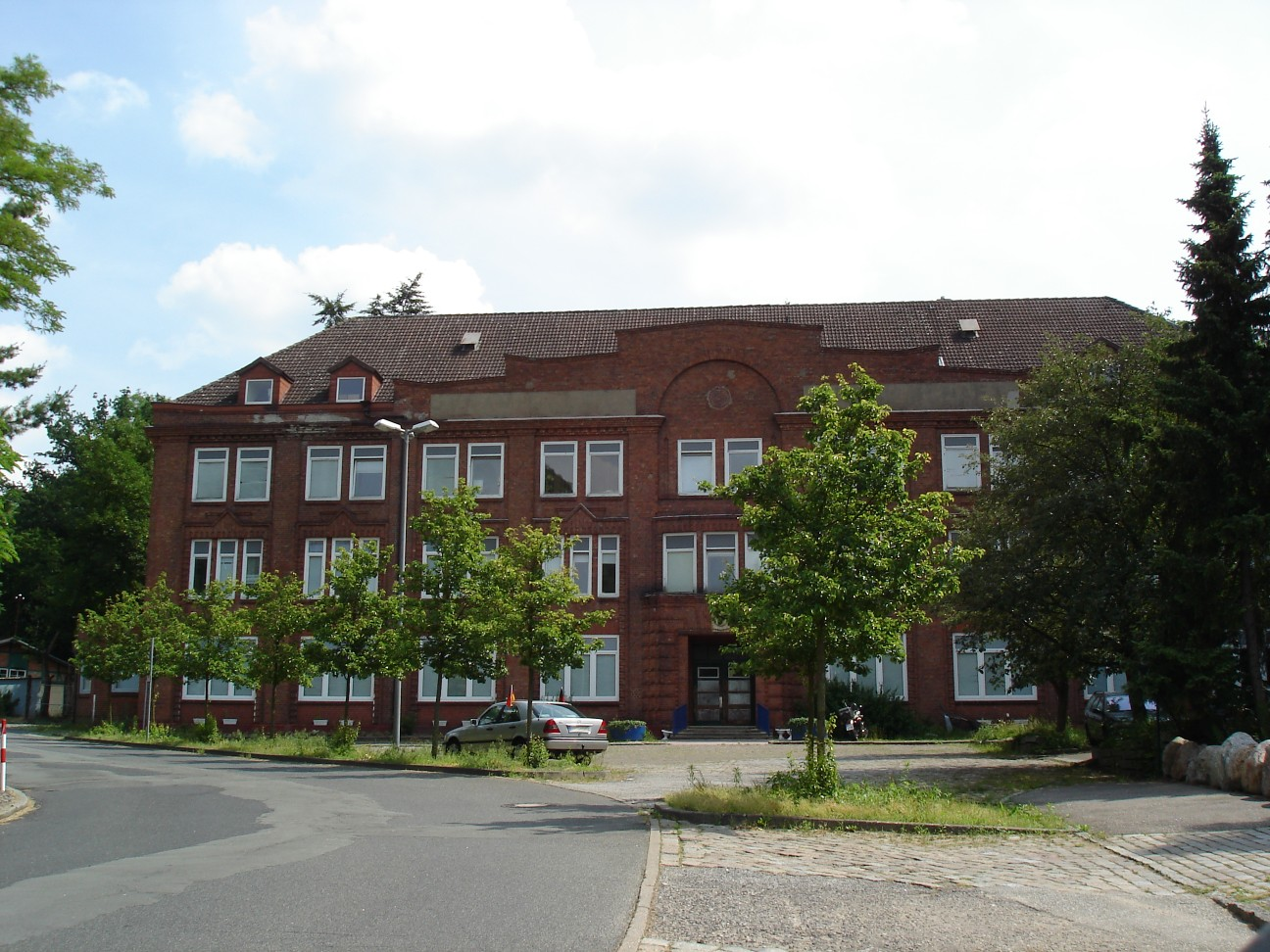
l'ancien bâtiment administratif de la fabrique d'explosifs Krümmel

Après la fin de la guerre, une partie des installations de production fut démontée et, avec l'entrée en vigueur du traité de Versailles, on interdit à l'entreprise de produire des biens d'armement. Dès lors, l'entreprise fabriqua surtout des explosifs destinés aux exploitations minières, des détonateurs, des amorces, ainsi que des munitions pour la chasse et le sport. L'abandon de la lucrative production de biens d'armement signifiait pour elle de grandes pertes financières, de sorte qu'il lui fallut fermer des usines et réduire sa capacité de production. En 1923, elle lança à Troisdorf la production de pièces moulées en matière plastique, à base de nitrocellulose. En effet, elle était désireuse de réduire sa dépendance aux biens d'armement grâce à la production de produits chimiques. En 1925, la Lindener Zündhütchen- und Thoonwaarenfabrik d'Empelde fut reprise par la Chemische Werke Lothringen GmbH, appartenant elle-même à la BASF, mais la production y fut arrêtée en 1928 et reprise seulement en 1938, dans le cadre du réarmement. Dans les années 1920, elle coopéra étroitement avec la Siegener Dynamitfabrik AG et la Rheinisch-Westfälischen Sprengstoff-AG lesquelles appartinrent à partir de 1931 à I.G. Farben.
En 1926, par la fusion avec la Köln-Rottweil AG qui appartenait à I.G. Farben, Dynamit Nobel fut absorbée par cette dernière. Dès lors, elle forma un cartel avec la Westfalit AG (le précurseur de la WASAG, qui fut également absorbée par I.G. Farben en 1945), lequel occupa une position de monopole sur le marché de la poudre allemand. En 1930, la Rheinische Spritzguß-Werk GmbH (aujourd'hui Dynamit Nobel Kunststoff GmbH) fut fondée à Cologne. Après l'accession au pouvoir des national-socialistes, leur désir de développer une forte industrie de l'armement allemande conduisit la Wehrmacht à exiger de plus grandes capacités de production de munitions. Afin d'y parvenir, la WASAG et Dynamit Nobel fondèrent en 1934 la Deutsche Sprengchemie GmbH qui construisit sur des terrains appartenant à l'État de nouvelles usines d'explosifs et de munitions avec le soutien de la Verwertungsgesellschaft für Montan-Industrie mbH, une entreprise nationalisée. Par la suite, la Deutsche Sprengchemie GmbH devint l'unique filiale de la WASAG. Dynamit Nobel poursuivit les mêmes activités dans la Gesellschaft zur Verwertung chemischer Erzeugnisse mbH (abrégé en Verwertchemie). Cette dernière exploita plus de trente usines, à Liebenau, Empelde et Stadtallendorf entre autres. À l'époque, Stadtallendorf était le plus grand lieu de production de munitions d'Europe. Pendant la Seconde Guerre mondiale, plus de 100 000 travailleurs forcés venant des camps gérés par les SS à proximité des fabriques y furent employés. En 1938, on construisit à Aschau am Inn une nouvelle usine de production de nitrocellulose, laquelle appartint après la guerre à la WASAG dans le cadre de la décartellisation d'I.G. Farben.

### De 1945 à 1992
Après la Seconde Guerre Mondiale, Dynamit Nobel recommença à produire du plastique et des munitions en Allemagne de l'Ouest mais ne put conserver ses usines situées en zone d'occupation soviétique qui furent en partie démontées. À partir de 1953, elle s'essaya au développement de substances organiques intermédiaires afin d'avoir un autre pied d'appui que le plastique dans le civil. Après la décision de réarmement de la Bundeswehr, la production de biens d'armement fut reprise en 1957 en premier lieu dans l'usine de Liebenau par la Gesellschaft zur Verwertung chemischer Erzeugnisse mbH qui avait surmonté la guerre. Au début des années 1960, l'entreprise retrouva sa place de leader du marché de la poudre en Allemagne. Le rachat du producteur de munitions Gustav Genschow & Co. AG de Karlsruhe en 1963 contribua à cette ascension. Avec lui, la Dynamit Nobel accéda au rang de plus grand producteur de munitions en Allemagne, aussi bien dans la branche militaire que civile. À côté de cela, on accéléra surtout la production de mines. Ainsi, à partir de 1958, environ 3 millions de mines antichar de type DM-11 furent produites à Liebenau avec la licence de la firme suédoise LIAB. De plus, Dynamit Nobel participa avec Bölkow et Dornier aux projets de recherche de l'ancien ministère pour l'énergie nucléaire (aujourd'hui Ministère fédéral de l'Éducation et de la Recherche) pour un éventuel équipement de l'Allemagne en missiles.
À la fin des années 1950, Friedrich Karl Flick, qui siégeait déjà au Conseil de surveillance avant la guerre, commença à accaparer l'entreprise par des méthodes parfois brutales envers les petits actionnaires. Avec le soutien du spéculateur brêmois Hermann Krages et en partie grâce à des échanges d'actions complices avec la Feldmühle AG à laquelle Flick participait également, il parvint à acquérir la majorité des actions de l'entreprise et devint président du conseil d'administration. Dès lors Flick, qui possédait 82 % des actions, se servit de la convention controversée de la Umwandlungssteuergesetzes (loi fiscale sur les sociétés commerciales) pour pousser les petits actionnaires hors de l'entreprise contre un dédommagement (comparable à l'exclusion des actionnaires minoritaires qui se pratiquent aujourd'hui). Après des protestations de groupes d'actionnaires contre cette réglementation introduite sous le Troisième Reich, le tribunal constitutionnel fédéral se prononça finalement en faveur de Flick.
En 1959, Dynamit AG fut rebaptisée Dynamit Nobel AG, en référence à son prestigieux fondateur. À partir de 1962, l'entreprise appartenant désormais au groupe de Flick commença des négociations sous la pression exercée par la Jewish Claims Conference pour le dédommagement des 1 300 travailleurs forcés juifs qui furent contraints de travailler dans l'usine de Troisdorf en 1944 et 1945. Après qu'un accord fut trouvé, Friedrich Flick bloqua personnellement le versement de la somme convenue qui était de cinq millions de Deutsche Mark (5 000 DM par victime), si bien qu'aucun versement ne fut effectué jusqu'à sa mort en 1972. En janvier 1970, il fit publier à ce propos une ultime explication dans laquelle il déclare qu'il « ne (peut) pas reconnaître que des raisons humanitaires ou morales puisse justifier un paiement ». Flick fit toujours valoir qu'un versement contredirait ses déclarations d'innocence à ce que l'on appelle le procès Flick, que ce pourrait être considéré comme une reconnaissance tardive de culpabilité et que le Suisse Dieter Bührle (Oerlikon-Bührle) était lui aussi engagé dans Dynamit Nobel, à hauteur de 18 %.
Après que l'équipement en mines antichar DM-11 de la Bundeswehr fut achevée à la fin des années 1960, l'usine de Liebenau fut cédée en 1977 au producteur de munitions hollandais Eurometaal, dont la Dynamit Nobel possédait un tiers des parts. Les grands projets de mines furent par la suite réalisés à Troisdorf et à Burbach-Würgendorf.
En 1986, le groupe Flick fut racheté par la Deutsche Bank pour environ 5,36 milliards de DM ; celle-ci le restructura puis le revendit en parts ou le mit en bourse. La Deutsche Bank consentit finalement au dédommagement des travailleurs forcés de la Dynamit Nobel AG dans le cadre des conditions qui avaient été fixées dans les années 1960. Au cours d'une restructuration, la Dynamit Nobel AG fusionna dès 1985 sous le nom de Feldmühle Nobel AG avec la Feldmühle AG ainsi que la Buderus AG, appartenant toutes deux au groupe Flick. En 1986 ce nouveau groupe est introduit en bourse. En 1988, les petits-fils de Friedrich Flick (Friedrich Christian Flick et son frère Gert Rudolf Flick) échouèrent dans leur tentative de se réapproprier la Feldmühle Nobel AG ; ainsi en 1992, la Metallgesellschaft (aujourd'hui GEA Group) reprit l'entreprise pour la fractionner de nouveau. Les parts des entreprises Dynamit Nobel AG et Buderus furent conservées par la Metallgesellschaft, alors que la branche d'exploitation forestière (l'ancienne Feldmühle AG) fut vendue sous le nom de Feldmühle Nobel AG à la firme suédoise Stora (Stora Enso depuis 1998). Dès 1988, la Gesellschaft zur Verwertung chemischer Erzeugnisse mbH, qui n'était dirigé auparavant que comme actionnariat, et la Dynamit Nobel conclurent un contrat de paiement de profit et de domination. La filiale fusionna finalement en 1990 avec une autre filiale : la Dynamit Nobel Explosivstoff- und Systemtechnik GmbH.

### Depuis 1992
Au début des années 1990, l'entreprise était présente dans les domaines des produits chimiques basiques et intermédiaires, des matières et fibres synthétiques, des produits chimiques spécialisés (comme les wafer en silicium) et la transformation de matières plastiques (en particulier le PVC). Environ un quart du chiffre d'affaires provient du secteur traditionnel des explosifs ainsi que dans la branche des techniques d'armement, qui est très dépendante des projets d'équipement de la Bundeswehr. En 1992, l'entreprise reprit la Cerasiv GmbH et la Chemetall GmbH, auxquelles s'ajoutèrent en 1994 la Sachtleben Chemie GmbH et la Chemson GmbH. En 1996, elle acquit la CeramTec AG qui appartenait à la Hoechst et la fusionna avec la Cerasiv GmbH sous le nom de CeramTec Innovative Ceramic Engineering AG. En 1997, la Dynamit Nobel consolida son secteur des matières plastiques en reprenant la Phoenix Kunststoff GmbH. En 1999, la Dynamit Nobel et l'entreprise chimique Solvadis furent rassemblées dans la branche d'activité du MG chemical group. Le portefeuille des activités Spécialités Chimiques au sein de Chemetall fut optimisé par l'acquisition de Cyprus Foote (1998) et Brent (1999) et suivi par la cession des filiales Chemson GmbH (1999) et Coventya GmbH (2000). En 2001, la branche des explosifs industriels de la Dynamit Nobel Explosivstoff und Systemtechnik GmbH fut reprise par Orica. En 2002, le groupe suisse RUAG technology reprit la Dynamit Nobel Ammotec GmbH, qui avait été détachée de la Dynamit Nobel Explosivstoff und Systemtechnik GmbH. Dans cette compagnie, l'affaire se concentra sur la production de munitions de petit calibre. La destruction du groupe Nobel débuta réellement avec la vente de l'activité historique.
En 2004, MG technologies AG vendit sa branche chimie avec l'intention de se concentrer sur le secteur de la construction d'équipements. Ainsi, la Dynamit Nobel AG fut démantelée et reprise par différentes entreprises. L'entreprise américaine Rockwood Specialties Group Inc en reprit les plus grandes parties, à savoir la  Dynamit Nobel Sachtleben Chemie GmbH, la Chemetall GmbH, la CeramTec Innovative Ceramic Engineering AG et la DNSC GmbH à la date limite du 31 juillet 2004 pour 2,25 milliards d'euros par le biais de sa filiale luxembourgeoise Knight Lux 1 S.A.R.L. Il subsiste cependant une partie de la DNSC GmbH sous le nom de Dynamit Nobel GmbH ES à Leverkusen. La société Rockwood est elle-même un holding d'entreprises chimiques que l'investisseur financier Kohlberg Kravis Roberts & Co. a acheté. La Dynamit Nobel Kunststoff GmbH a été reprise en 2004 par la société suédoise Plastal Holding AB pour 915 millions d'euros.
La branche des techniques d'armement fut filialisée sous le nom de Dynamit Nobel Defence GmbH, dont le siège se trouve à Würgendorf (Burbach). L'affaire, spécialisée dans la production de munitions de petit calibre pour les militaires, les instances officielles, les chasseurs et les pratiquants de sports de tir fut reprise par le groupe suisse RUAG en 2002 et fusionnée avec son secteur munitions. Ainsi, les anciennes Dynamit Nobel Marken RWS, Rottweil et Geco se poursuivent sous le nom de RUAG Ammotec GmbH (Fürth). Le démantèlement du groupe Nobel se fit en majeure partie avec l'accord des représentants des salariés de l'entreprise, qui furent très impliqués dans les négociations de vente. Certes le comité d'entreprise dans son ensemble aurait préféré qu'MG technologies AG conserve le secteur chimie au sein du groupe, cependant la solution finalement retenue fut approuvée, car la Rockwood Inc. suivait des intérêts à long terme et le maintien des places des salariés allemands semblait assuré.

## Projets d'armement depuis la seconde Guerre mondiale

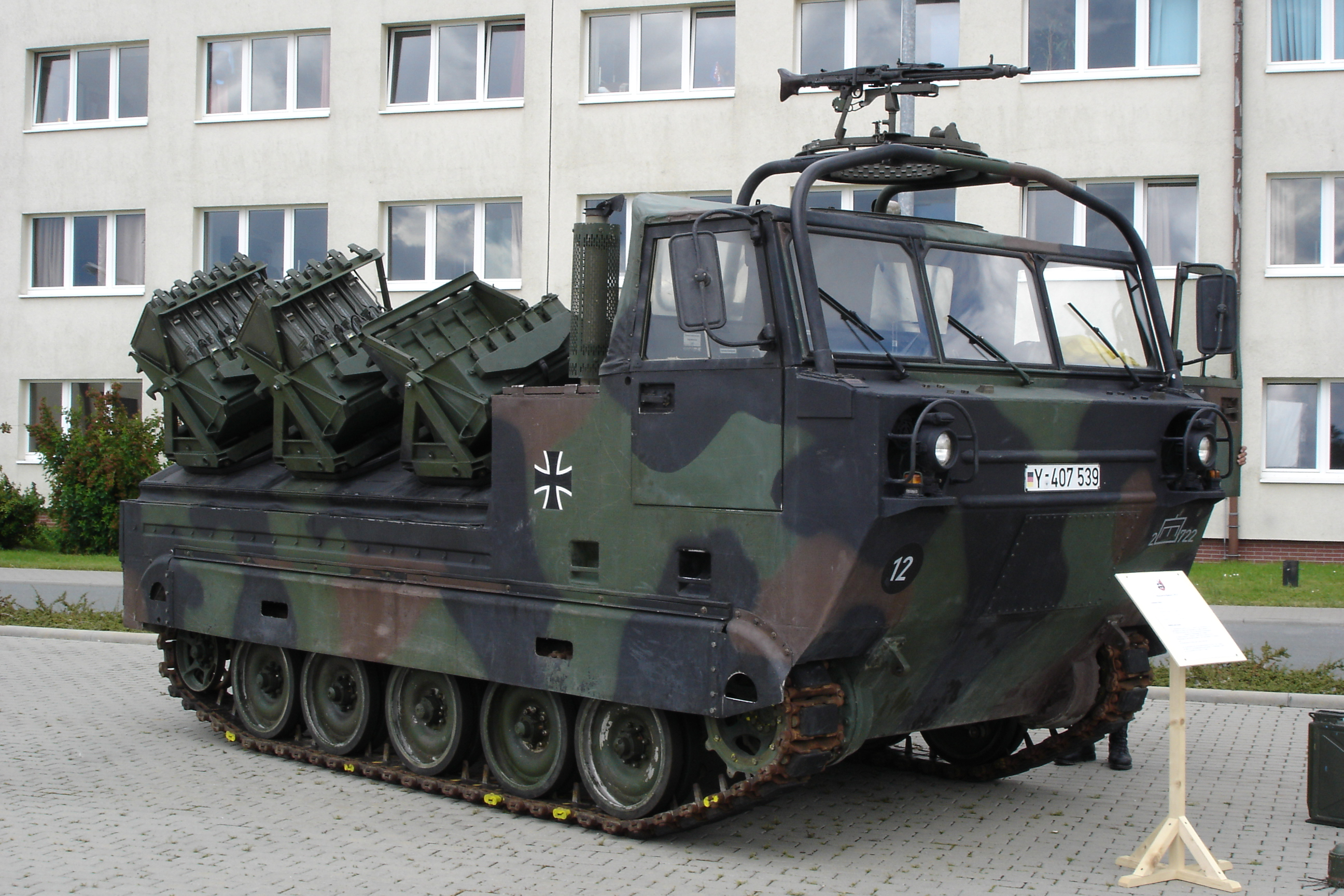
Le Minenwurfsystem Skorpion.

À partir de 1958, la Gesellschaft zur Verwertung chemischer Erzeugnisse mbH/Verwertchemie, filiale de la Dynamit Nobel produisit des mines antichar DM-11 à Liebenau, avec la licence de la firme suédoise LIAB.
Les mines antichar AT-2 furent développées par la Dynamit Nobel ; au total, il fut produit environ 1,3 million d'exemplaires de ce type. La Bundeswehr en commanda 300 000 pièces pour la LARS (un système d'artillerie légère à missiles), qui fut en service jusqu'en 2000, environ 640 000 exemplaires pour le Minenwurfsystem Skorpion (un véhicule poseur de mines) et 226 000 pièces pour le M270 (un lance-roquettes multiple). Entre 1981 et 1986, la Bundeswehr investit 564,7 millions de DM dans les projets de mines,. En plus des mines antichar AT-2, la Dynamit Nobel développa une mine antipersonnel AP-2 de fabrication semblable, une mine antimateriel, une mine éclairante et une mine marine. 
Le nouveau HK G11, un fusil d'assaut utilisant une munition sans étui fut développé en partenariat avec le producteur d'armes Heckler & Koch entre 1968 et 1990, la Dynamit Nobel se chargeant du développement de la munition sans étui. Le projet fut mené à terme, mais la Bundeswehr refusa le fusil pour des raisons de coût.

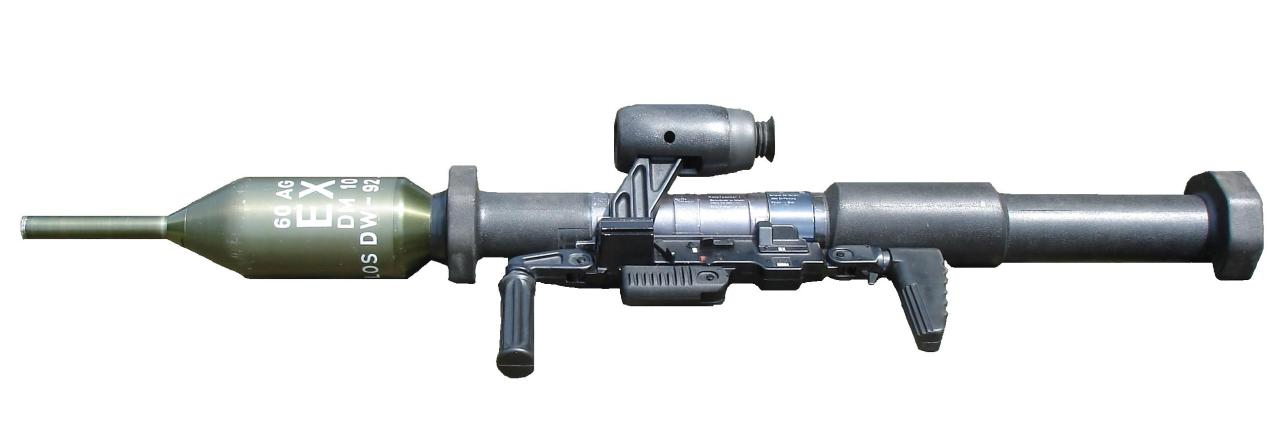
Le projet d'armement en 2010 : le lance-roquettes Panzerfaust 3.

La Dynamit Nobel commercialisa la mine antichar suédoise FFV 028SN de la firme FFV et prit en charge l'adaptation de 125 000 mines antipersonnel de type DM-31, qui avaient été fabriquées entre 1962 et 1967 par Industriewerke Karlsruhe (aujourd'hui Kuka) appartenant à l'époque au groupe Quandt pour les rendre conformes aux mines antichar autorisées par la convention d'Ottawa. À cette occasion, le détonateur ne fut pas suffisamment modifié, si bien que la mine pouvait aussi bien être dirigée contre des personnes, même s'il s'agissait officiellement d'une mine antichar.
Dans le cadre d'un contrat conclu en 1989 selon lequel elle fabriquerait des balles à blanc et des silhouettes d'exercice à Würgendorf, Dynamit Nobel accepta de développer le Panzerfaust 3, pour qu'il soit introduit progressivement auprès de la Bundeswehr et d'autres armées en tant que première arme antichar de l'infanterie. En 2010, de nouvelles variantes en sont produites pour la Bundeswehr.

### Critique de ces projets d'armement
La Dynamit Nobel AG, comme l'entreprise qui lui a succédé dans le domaine de la technique d'armement, la Dynamit Nobel Defence GmbH, a été vivement critiquée de façon répétée à cause des systèmes de mines qu'elle produisit. Depuis la création de la Bundeswehr, elle aurait livré 3,2 millions de mines terrestres. En 1992 encore, l'entreprise avait comme slogan publicitaire « Dynamit Nobel - pour les mines, la première adresse » dans une revue spécialisée. Dans les stocks de la Bundeswehr se trouvent toujours les mines antichar controversées produites par la Dynamit Nobel, lesquelles sont soupçonnées de pouvoir aussi être utilisées contre des personnes ; elles sont officiellement interdites par la Convention d'Ottawa. En 2003, leur nombre s'élevait à 1,2 million de pièces.

## Empoisonnement au chlorure de vinyle à Troisdorf
Jusque dans les années 1970, Dynamit Nobel polymérisa le monomère chlorure de vinyle en polychlorure de vinyle (PVC) sur le site de production de Troisdorf. À cette époque, environ 130 à 140 employés entraient régulièrement en contact avec cette matière, si bien qu'on estime à 3 600 le nombre de personnes ayant travaillé dans cette branche entre le lancement de la production à Troisdorf et les années 1940.
Allant à l'encontre des règles d'hygiène au travail de l'époque, les employés de la Dynamit Nobel furent exposés pendant des années, avec peu de protection, à cette substance nocive, et comme il fut révélé plus tard, cancérigène. Ainsi, ils furent gravement contaminés par des émanations de gaz de chlorure de vinyle ou en nettoyant des autoclaves. À cette époque, la majorité des autres producteurs de PVC  avaient déjà adopté des systèmes de production présentant moins de danger pour la santé, ce qui n'eut pas lieu chez Dynamit Nobel pour des raisons de coût. En outre, des contrôles furent régulièrement évités, partiellement manipulés ou leurs résultats ne furent pas communiqués ; de plus l'entreprise, importante pour la région, obtint régulièrement de nouveaux délais pour appliquer la réglementation. La contamination au chlorure de vinyle fut si forte pendant des années dans cette entreprise, que les employés concernés se plaignirent de dommages au foie, d'anémie, de troubles circulatoires dans les doigts, conduisant à l'acro-ostéolyse (nécrose des premières phalanges), ainsi que de migraines et de vertiges. À cette liste viennent également s'ajouter des cancers.
Après les 13 premières annonces de graves maladies au printemps 1972, l'inspection du travail de Bonn ordonna à la Dynamit Nobel de prendre des mesures d'amélioration des conditions d'hygiène au travail, mesures que l'entreprise tarda à appliquer. Par la suite se constitua la Interessengemeinschaft der VC-Geschädigten qui, au nom des 40 employés concernés, initia une plainte pour prévarication contre le land de Rhénanie-du-Nord-Westphalie et exigea des dédommagements, comme dans le cas du procès contergan. Le comité local du DKP de Troisdorf déposa une plainte pour soupçon de blessures et homicides involontaires contre le comité directeur de la Dynamit Nobel AG. Ces deux initiatives demeurèrent sans succès. Après que toujours plus de détails du scandale furent rendus publics, les employés et les habitants de Troisdorf organisèrent des manifestations. En 1975, la direction de la firme décida d'y fermer l'atelier de polymérisation de PVC pour échapper à de coûteuses mesures de modernisation et de sécurisation. Depuis les premières annonces de mise en danger de la santé, l'entreprise essaya constamment d'étouffer le scandale. Pour cela, elle fit massivement pression sur les journalistes et les éditeurs. Dans les années qui suivirent, certains employés contaminés moururent des suites de leur maladie, sans que l'entreprise ne procédât aux dédommagements,.